# Kõrtsialuse
Koordinaten: 59° 27′ N, 26° 51′ O

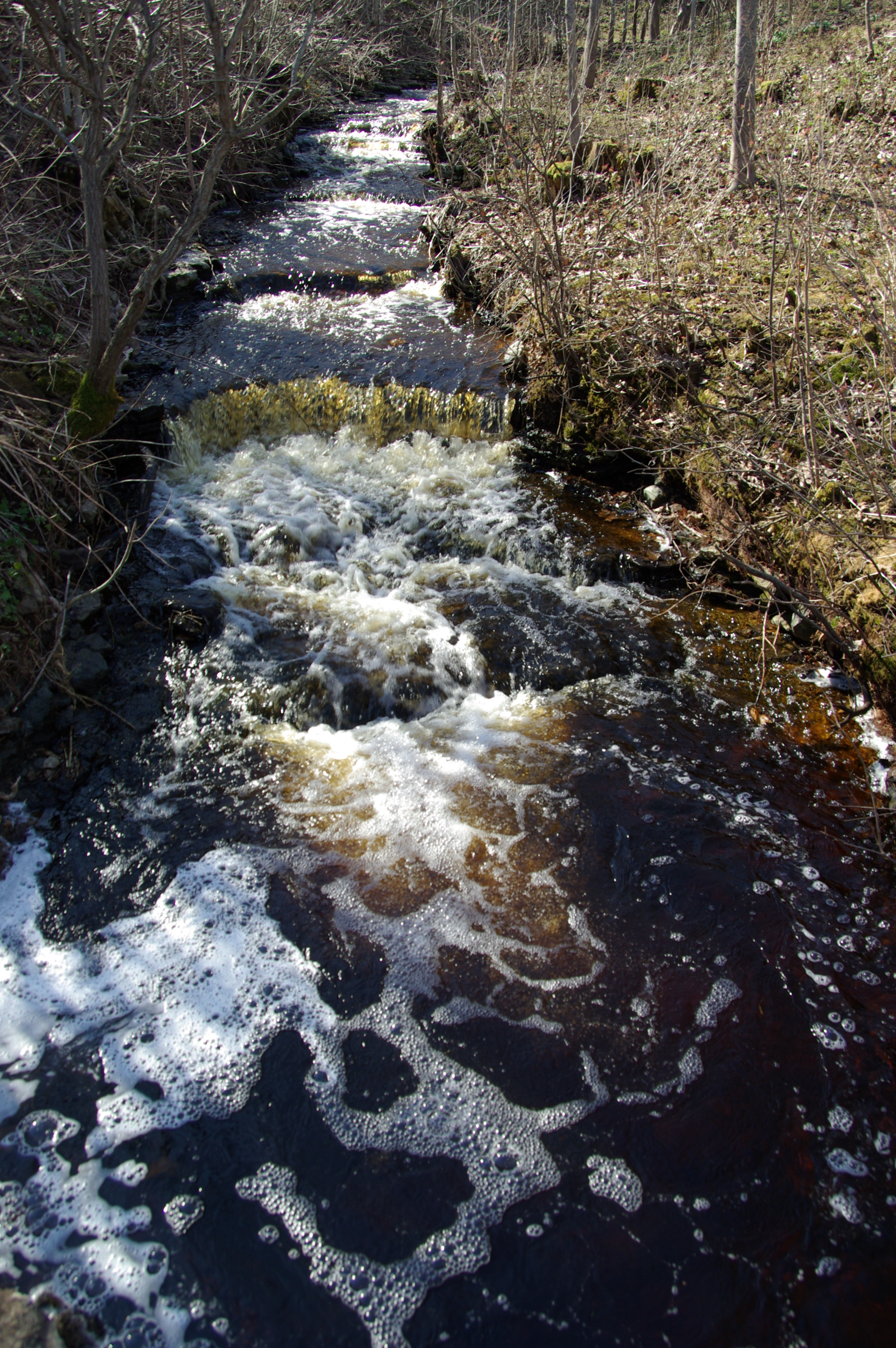
Kaskaden bei Kõrtsialuse

Kõrtsialuse ist ein Dorf (estnisch küla) in der Landgemeinde Aseri (Aseri vald). Es liegt im Kreis Ida-Viru (Ost-Wierland) im Nordosten Estlands.

## Beschreibung und Geschichte
Das Dorf hat 38 Einwohner (Stand 2011). Es liegt nördlich der wichtigen Verbindungsstraße zwischen Tallinn und Narva. Im Dorf befindet sich ein Gedenkstein zur Erinnerung an die Schlacht von Rannu, die am 16. Januar 1919 während des Estnischen Freiheitskrieges zwischen Estland und Sowjetrussland stattfand.
Kõrtsialuse ist bei Naturliebhabern beliebt für die Landschaft um den fünf Kilometer langen Bach Meriküla oja. Er fließt bei Kõrtsialuse kaskadenartig in Richtung des Klints. Von dort bietet sich bei klarem Wetter eine weite Aussicht über die Ostsee bis zu den zu Russland gehörenden Inseln Gogland und Bolschoi Tjuters.

## Dorfmuseum
Im Dorf befindet sich ein kleines Museum, das der Geschichte und Kultur der Landgemeinde Aseri und ihren Dörfer gewidmet ist. Dort wird auch ausführlich auf die Industrialisierung durch die historischen Zement- und Ziegelfabriken im Dorf Aseri eingegangen.